# Baluza
Baluza – wieś w Syrii, w muhafazie Aleppo. W 2004 roku liczyła 656 mieszkańców.